# قائمة زملاء الجمعية الملكية المنتخبين في 1671
هذه الصفحة تعرض قائمة زملاء الجمعية الملكية المُنتخبين لعام 1671.

## الزملاء
1. Martin Lister [الإنجليزية]‏
2. Robert Reading [الإنجليزية]‏
3. Nehemiah Grew [الإنجليزية]‏